# Puquina

Titelblatt Rituale,seu Manuale

Puquina oder Pukina war eine indigene Sprache, die am Nord- und Ostufer des Titicacasees und im Norden des heutigen Chile (Arica) bis Südperu (Tacna und Moquegua) gesprochen wurde und im 18. Jahrhundert ausstarb.
Puquina war eine der großen Verkehrssprachen (neben dem Quechua, Aymara und Muchik), die zur Zeit der Conquista im Gebiet des Inka-Reiches (Tawantinsuyu) gesprochen wurden. Überliefert ist die Sprache durch einige christliche doktrinäre Texte und Gebete (Vaterunser, Sakrament der Taufe/Ehe, Eucharistie, Glaubensbekenntnis), zu finden im Rituale seu Manuale Peruanum 1607 von Gerónimo de Oré. Manche Wissenschaftler vermuten, dass Puquina die Sprache des Tiahuanaco-Reiches war, welches nach der Invasion der aymarasprachigen Lupaca und Pacaje zerbrach.
Reste des Puquina finden sich in der Sprache der Kallawaya (Callahuaya), einer Mischsprache aus Quechua und Puquina. Die Bezeichnung Puquina wird manchmal irreführend für die nicht verwandte Sprache der Urus (am Nordufer des Titicaca-Sees) verwendet.
Die Puquina-Sprache wurde vom peruanischen Linguisten Alfredo Torero (1965, 2002) auf Basis des Textes von 1607 untersucht. Nach seinen Erkenntnissen hat sie keine nähere Verwandtschaft mit irgendeiner lebenden oder anderen hinreichend dokumentierten Sprache. Jüngere Studien deuten auf eine mögliche Verwandtschaft mit den prä-andinen Arawak-Sprachen.